# Дженоні
Дженоні (італ. Genoni, сард. Genoni) — муніципалітет в Італії, у регіоні Сардинія,  провінція Ористано.
Дженоні розташоване на відстані близько 380 км на південний захід від Рима, 70 км на північ від Кальярі, 38 км на схід від Ористано.
Населення — 845 осіб (2014).

## Демографія
Населення за роками:

Станом на 1 січня 2023 року в муніципалітеті офіційно проживало 7 іноземців з 3 країн.

## Сусідні муніципалітети
- Альбаджара
- Ассоло
- Дженурі
- Джестурі
- Гоннозно
- Лаконі
- Нурагус
- Нуречі
- Сетцу
- Сіні